# Золотуха (приток Алея)
Золотуха — река в Восточно-Казахстанской области Казахстана и Алтайском крае России. Левый приток Алея, бассейн Оби. Длина реки — 68 км, водосборная площадь — 707 км².
Впадает в Алей в 624 км от его устья. В российской части на реке расположен город Горняк.

## Притоки
- 42 км: Грязнуха (пр)
- Берёзовка (пр)
- Дресвянка (лв)
- 58 км: Бочанка (лв)
- Бочановка (лв)

## Данные водного реестра
По данным государственного водного реестра России:
- Бассейновый округ — Верхнеобский
- Речной бассейн — (Верхняя) Обь до впадения Иртыша
- Речной подбассейн — Обь до впадения Чулыма (без Томи)
- Водохозяйственный участок — Алей от Гилёвского гидроузла до устья.
- Код водного объекта в государственном водном реестре — 13010200212115200000362[3].